# ポロニウム化ナトリウム
ポロニウム化ナトリウム(Sodium polonide)は、化学式Na2Poの放射性化合物である。この塩は、ポロニウムの非常に安定な化合物であるポロニウム化物の1つである。ナトリウムとポロニウムの電気陰性度の違い（ポーリングの基準≈ 1.1）により、ポロニウムがわずかに非金属の性質を帯びる。これは、金属間化合物とイオン化合物の間に位置する。

## 合成
この塩は、水溶性のポロニウム化水素と金属ナトリウムの反応により生成する。
H2Po + 2 Na → Na2Po + H2
この合成方法は、ポロニウム化水素の化学的不安定性により阻害される。
ナトリウムとポロニウムを一緒に300-400℃で加熱することでも合成される。

## 結晶構造
ポロニウム化リチウムやポロニウム化カリウムと同様に、逆蛍石型構造をとる。